# Assaig MTT

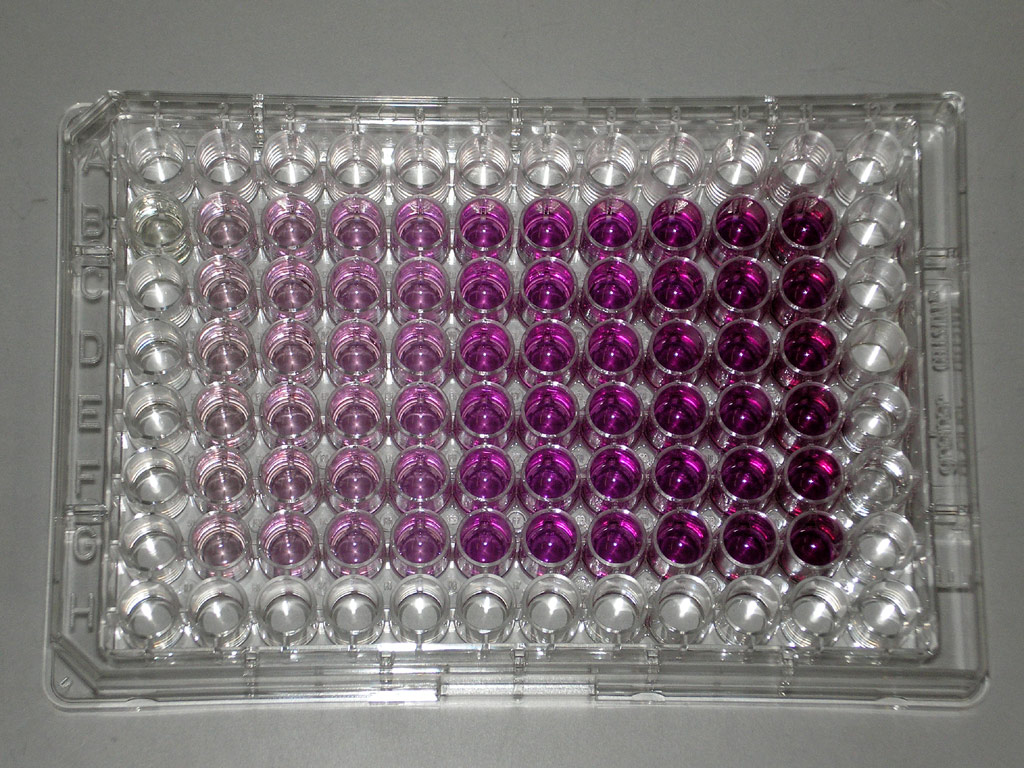
A microtiter plate after an MTT assay. Increasing amounts of cells resulted in increased purple colouring.

Els assaigs de MTT i de MTS són mètodes colorimètrics que mesuren l'activitat dels enzims que redueixen el MTT o tincions similars(XTT, MTS, WSTs) a formazans, d'un color lilós intens. Una de les aplicacions principals del mètode és valorar la viabilitat (en nombre de cèl·lules) o la proliferació cel·lular en (cultius cel·lulars). També té aplicacions en la determinació de la citotoxicitat de compostos potencialment terapèutics o tòxics, que estimulen el creixement o la mort cel·lular.

## MTT i les sals de tetrazoli
El MTT (bromur de 3-(4,5-Dimetilthiazol-2-il)-2,5-difeniltetrazoli és un compost d'un color groc llampant, que en ser reduït a un formazà en les cèl·lules vives pren un color lila molt intens. Cal afegir solucions solubilitzadores (sovint dimetil sulfòxid, etanol acidificat, o una solució del detergent dodecilsulfat sòdic en àcid clorhídric) diluït) per tal de dissoldre aquest compost lilós, obtenint una solució acolorida. L'absorbància d'aquesta solució pot ser quantificada a una determinada longitud d'ona (entre 500 i 600 nm, normalment) amb l'ajut d'un espectrofotòmetre. El pic d'absorció varia segons el solvent emprat.
S'ha proposat que el XTT (2,3-bis-(2-metoxi-4-nitro-5-sulfofenil)-2H-tetrazoli-5-carboxanilida) podria substituir el MTT, gràcies a la seva major sensibilitat i al seu marge dinàmic més ampple. A més, el formazan format és soluble en aigua, evitant així un darrer pas experimental de solubilització.
Les sals de tetrazoli hidrosolubles constitueixen una alternativa més recent al MTT. El seu desenvolupament ha requerit la introducció de càrregues positives o negatives i de grups hidroxils a l'anell de fenil de la sal de tetrazoli, o, amb més bons resultats, grups sulfonats enganxats directament o indirecta al fenil.

## Importància de l'assaig MTT
La reducció té lloc quan els enzims de tipus reductasa són actius, per la qual cosa la conversió s'empra com una mesura de la viabilitat cel·lular. Cal tenir en compte, però, que altres assaigs de viabilitat cel·lular poden donar resultats contradictoris, a causa de canvis en l'activitat metabòlica que poden aparèixer per acció del MTT o MTS sense alteració del nombre de cèl·lules realment viables. Només quan les els resultats d'absorbància siguin comparats amb un control no tractat amb el producte del qual es vol conèixer la citotoxicitat, i per mitjà de corbes concentració-resposta, poden assolir-se conclusions vàlides.